# Пушкінська (станція метро, Санкт-Петербург)
59°55′14″ пн. ш. 30°19′46″ сх. д. / 59.92056° пн. ш. 30.32944° сх. д.
«Пу́шкінська» (рос. Пушкинская) — станція Кіровсько-Виборзької лінії Петербурзького метрополітену, розташована між станціями «Технологічний інститут» і «Володимирська».
Станція відкрита 30 квітня 1956 у складі першої черги метрополітену «Автово» — «Площа Повстання».
Назва пов'язана з близькістю Вітебського (колишнього Царськосільського) вокзалу, що з'єднує Санкт-Петербург з містом Пушкін (Царське Село). У проєкті станція носила назву «Вітебська».

## Технічна характеристика
Конструкція станції —  пілонна трисклепінна (глибина закладення — 57 м)
Похилий хід починається з південного торця станції. Через проблеми з прокладкою ескалаторного тунелю внаслідок вивалу породи і виявленого пливуна Пушкінська була відкрита пізніше за інших станцій першої черги.

## Вестибюлі і пересадки
Пересадка на станцію «Звенигородська» Фрунзенсько-Приморської лінії.
Вихід у місто на Загородний проспект, до Під'їздного провулку і Винокурцевського проїзду, Вітебського вокзалу.

## Оздоблення
Тема оздоблення станції — «Пушкін — геніальний російський поет»
«Пушкінська» з архітектурної точки зору як дві краплі схожа на московську станцію «Жовтнева» Кільцевої лінії. Це єдина станція Петербурзького метрополітену, яку проєктував московський архітектор. Проєкт Леоніда Полякова був прийнятий поза конкурсом.
Підземний зал цієї станції дає відчуття простору, незважаючи на те, що використані тут пілони конструкції дещо звужують об'єми. У нішах стоять чорні мармурові торшери з кришталевими чашами, що випромінюють світло. Стрункий стовбур світильника декорований позолотою — тонкими щитами та іншими оздоблювальними деталями. Оздоблення пілонів з білого мармуру, підлога темно-червона, стіни покриті білосніжною згори і чорною здолу кахельною плиткою. Контраст білого з червоним сприймається як чіткий, звучний акорд. Граніт — Токівського родовища.
Вестибюль багато прикрашений ліпниною, а над ескалаторами знаходиться барельєф О. С. Пушкіна.